# Gazi Freitag
Gazi Freitag (* 19. Juli 1980) ist ein deutscher Politiker (Bündnis 90/Die Grünen). Er ist seit 2022 Landesvorsitzender von Bündnis 90/Die Grünen Schleswig-Holstein.
Freitag trat 2015 den Grünen bei. Von 2017 bis 2022 war er Geschäftsführer des Kreisverbands Kiel der Grünen. Bei der Landtagswahl in Schleswig-Holstein 2022 kandidierte er auf Platz 20 der Landesliste der Grünen, verfehlte jedoch den Einzug in den Landtag. 2022 wurde er gemeinsam mit Anke Erdmann zum Landesvorsitzenden der Grünen in Schleswig-Holstein gewählt. 2024 wurde er wiedergewählt.